# Hilda Daneels
Hilda Daneels (Gent, 1912 - 1979) was een Belgisch politica voor de Liberale Partij en verzetstrijdster.

## Levensloop
Daneels was tijdens de Tweede Wereldoorlog samen met haar man, substituut Dirk Sevens, actief in het verzet. Ze nam deel aan de dienst SOCRATES, die werkweigeraars financieel ondersteunde, en was lid van het Geheim Leger. Ze werd echter opgepakt en overleefde als politiek gevangene het kamp van Ravensbrück. Haar echtgenoot kwam om in het Fort van Breendonk.
Na de oorlog was ze actief in de Belgische politiek voor de Liberale Partij. Van 1952 tot 1958 zetelde ze in de Gentse gemeenteraad. Ze zette zich ook in voor de rechten van oud-verzetslieden en politieke gevangenen.